# لئوناردو کوستاجلیولا
لئوناردو کوستاجلیولا (به ایتالیایی: Leonardo Costagliola) بازیکن فوتبال و اهل ایتالیا است که از سال ۱۹۵۳ میلادی عضو تیم ملی فوتبال ایتالیا بوده و در ۳ بازی ملی حضور داشته‌است. او در بازی‌های ملی‌اش ۲ گل دریافت کرد.
لئوناردو کوستاجلیولا آخرین بازی ملی خود را در سال ۱۹۵۴ میلادی انجام داد.